# Mistrovství světa ve vodním slalomu 1985
Mistrovství světa ve vodním slalomu 1985 se uskutečnilo ve západoněmeckém Augsburgu pod záštitou Mezinárodní kanoistické federace. Jednalo se o 19. mistrovství světa ve vodním slalomu.

## Muži

### Kánoe
| Závod       | Zlato | Body   | Stříbro                                                                                             | Body   | Bronz                                                                                  | Body   |
| C1          | David Hearn (USA)                                                                                        | 223.21 | Jon Lugbill (USA)                                                                                   | 235.91 | Martyn Hedges (GBR)                                                                    | 240.30 |
| C1 družstvo | USA David Hearn Jon Lugbill Kent Ford                                                                    | 280.99 | Západní Německo Gerald Moos Andreas Kübler Ulrich Weber                                             | 308.71 | Polsko Edward Florian Piotr Sarata Adam Pietrasik                                      | 340.07 |
| C2          | Západní Německo Thomas Klein-Impelmann Stephan Küppers                                                   | 267.15 | Francie Pierre Calori Jacques Calori                                                                | 272.51 | Západní Německo Günther Wolkenaer Fredi Zimmermann                                     | 273.63 |
| C2 družstvo | Československo Jiří Rohan a Miroslav Šimek Miroslav Hajdučík a Milan Kučera Viktor Beneš a Ondřej Mohout | 329.11 | Francie Pierre Calori a Jacques Calori Emmanuel del Rey a Thierry Saidi Michel Saidi a Jérôme Daval | 380.55 | USA Charles Harris a John Harris Lecky Haller a Fritz Haller Paul Grabow a Mike Garvis | 384.03 |

### Kajak
| Závod       | Zlato                                                    | Body   | Stříbro                                                   | Body   | Bronz                                                | Body   |
| K1          | Richard Fox (GBR)                                        | 210.56 | Peter Micheler (FRG)                                      | 220.60 | Luboš Hilgert (TCH)                                  | 221.07 |
| K1 družstvo | Západní Německo Peter Micheler Toni Prijon Jürgen Kübler | 248.62 | Francie Christophe Prigent Pascal Marinot Manuel Brissaud | 258.22 | Jugoslávie Marjan Štrukelj Janez Skok Jernej Abramič | 264.75 |

## Ženy

### Kajak
| Závod       | Zlato                                                                  | Body   | Stříbro                                                               | Body   | Bronz                                                                 | Body   |
| K1          | Margit Messelhäuser (FRG)                                              | 258.69 | Marie-Françoise Grange (FRA)                                          | 261.18 | Gail Allen (GBR)                                                      | 264.25 |
| K1 družstvo | Francie Sylvie Arnaudová Marie-Françoise Grangeová Myriam Jerusalmiová | 382.24 | Západní Německo Gabi Schmidová Margit Messelhäuserová Ulla Steinleová | 392.41 | Spojené království Elizabeth Sharmanová Gail Allenová Karen Daviesová | 457.66 |

## Medailové pořadí zemí
| Pořadí | Země               | Zlato | Stříbro | Bronz | Celkem |
| ------ | ------------------ | ----- | ------- | ----- | ------ |
| 1      | Západní Německo    | 3     | 3       | 1     | 7      |
| 2      | USA                | 2     | 1       | 1     | 4      |
| 3      | Francie            | 1     | 4       | 0     | 5      |
| 4      | Spojené království | 1     | 0       | 3     | 4      |
| 5      | Československo     | 1     | 0       | 1     | 2      |
| 6      | Polsko             | 0     | 0       | 1     | 1      |
| 6      | Jugoslávie         | 0     | 0       | 1     | 1      |
| Celkem | Celkem             | 8     | 8       | 8     | 24     |